# Morgion
Morgion est un groupe de doom et death metal américain, originaire du Comté d'Orange, en Californie. Le groupe est formé en septembre 1991. Après quatre albums studio – Travesty (1993), Among Majestic Ruin (1994), Solinari (1999), et Cloaked by Ages, Crowned in Earth (2004) – le groupe se sépare en 2005. Il revient en 2011, puis se sépare de nouveau en 2013.

## Biographie
Morgion est formé en septembre 1991, avec Jeremy Peto (chant/basse), Rhett Davis (batterie) et Dwayne Boardman (guitare). À leurs débuts, ils jouaient du death metal. La première démo du groupe, Rabid decay, est enregistrée en 1991. Elle est suivie de Travesty en 1993. En 1994, Morgion ralentit. Le groupe ajoute de nouveaux membres : Bobby Thomas (guitares) et Ed Parker (claviers). Ils enregistrent une nouvelle démo, qui sera éditée en 1997 par Relapse records, sous le titre Among Majestic Ruin. En 1998, Thomas et Parker sont remplacés par Gary Griffith (guitare, claviers). Solinari est enregistré en 1998, toujours sur le même label. Après cette sortie, le groupe s'arrête pour divergences de points de vue.
Le groupe revient en 2002, avec un nouveau membre, Justin Christian, qui remplace Peto à la basse. Après deux années passé chez Relapse Records, le groupe se sépare d"un commun accord avec le label en août 2002. En juillet 2003, Morgion signe au label Dark Symphonies et annonce son entrée en studio pour un nouvel album le 18 juillet 2003, aux côtés du producteur Mathias Schneeberger. Leur nouvel opus, intitulé Cloaked by Ages, Crowned in Earth est finalement publié en avril 2004. L'album est une continuité de Solinari avec un fort accent sur les atmosphères. Le groupe se sépare peu après la sortie de l'album, en 2005.
Le 15 septembre 2011, le groupe annonce sur son site web officiel son retour au festival Maryland Deathfest X, organisé à Baltimore. Ils annoncent également que le label Parasitic Records publiera un double vinyle de leur album Solinari. En 2013, le groupe se sépare de nouveau.

## Membres

### Derniers membres
- Rhett Davis - batterie (1990-2000, 2001-2004, 2011-2013)
- Dwayne Boardman - chant, guitare (1990-2001, 2002-2004, 2011-2013)
- Jeremy Peto - chant, basse (1990-2002, 2011-2013)
- Gary Griffith - claviers (1995-1998), guitare, chant, claviers (1998-2004, 2011-2013)

### Anciens membres
- Mike Davis - guitare (1990-1993)
- Bobby Thomas - guitare (1994-1995)
- Ed Parker - claviers (1994-1995)
- Brandon Livingston - claviers (1999, décédé en 1999)
- Peter Surowski - claviers (2001-2002)
- Justin Christian - basse (2002-2004)
- Adrian Leroux - chant (2002-2003)

## Discographie
- 1991 : Rabid Decay (démo)
- 1993 : Travesty
- 1994 : Among Majestic Ruin
- 1999 : Solinari
- 2004 : Cloaked by Ages, Crowned in Earth